# CIGS-Solarzelle
Die CIGS-Solarzelle stellt einen Typ von Solarzelle dar, deren Absorber aus dem Werkstoff Kupfer-Indium-Gallium-Diselenid (CIGS) besteht. CIGS-Solarzellen besitzen im Gegensatz zu kristallinen Silizium-Solarzellen einen Absorber mit einer direkten Bandlücke, weshalb das Material einen höheren Absorptionskoeffizienten hat und  Licht wesentlich besser absorbiert. Dadurch ist der CIGS-Absorber je nach Hersteller nur 1–2 µm dick und kann mit Dünnschichttechnologie gefertigt werden, während Dickschicht-Solarzellen auf Siliziumbasis mindestens ca. 150 µm dick sind. Durch die geringe Dicke ist es möglich, deutlich weniger Halbleitermaterial zu verwenden.

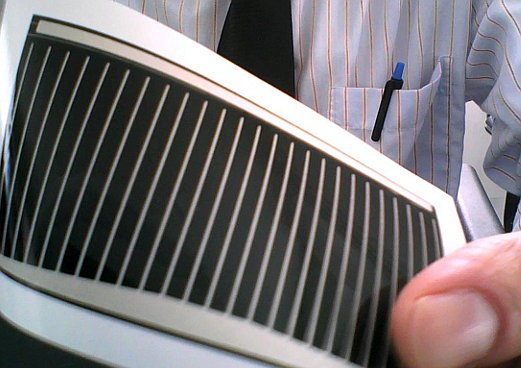
Dünnschicht-CIGSe-Solarzelle auf Polyimid-Substrat

Da durch die geringen Schichtdicken die Wegstrecken der Photoladungsträger zwischen Erzeugung und Sammlung kürzer sind, kann Absorbermaterial mit einer kürzeren Diffusionslänge der Minoritätsladungsträger als bei kristallinen Silizium-Solarzellen eingesetzt werden. Daher werden Dünnschichtsolarzellen aus polykristallinem CIGS hergestellt, was den notwendigen Energieaufwand und die Kosten gegenüber der Herstellung von monokristallinem Silizium reduziert. Durch die geringen Schichtdicken können bei entsprechender Substratwahl auch leichte und sogar flexible Solarmodule für Anwendungen im Bereich der Photovoltaik hergestellt werden. Des Weiteren können Module direkt in einer Produktionslinie hergestellt werden – ohne den Umweg über einzelne Solarzellen, die anschließend verschaltet werden.

## Aufbau

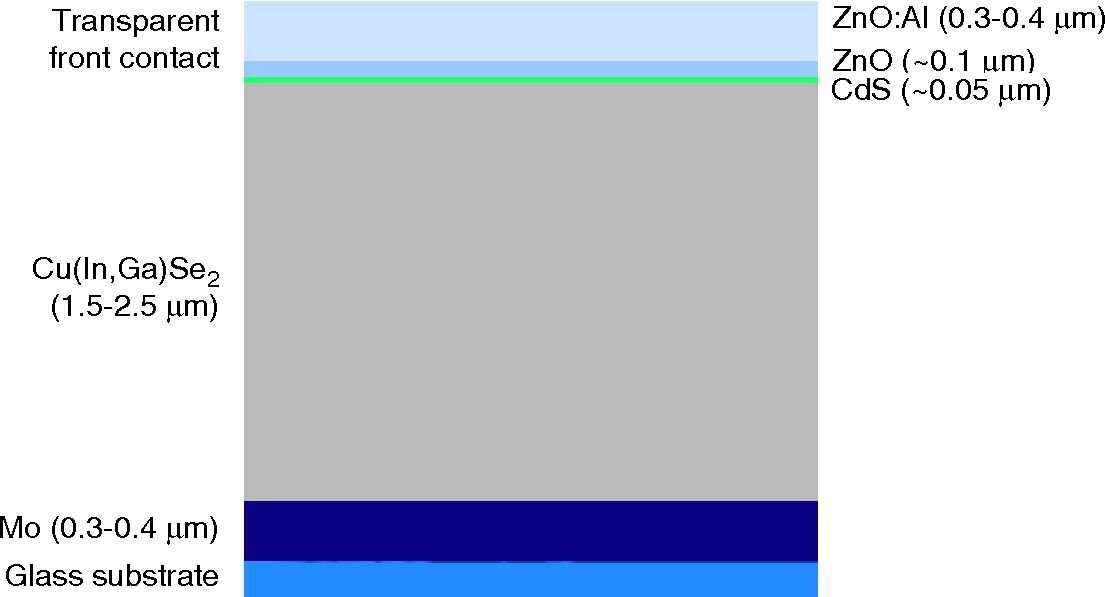
Schematischer Querschnitt einer Cu(In,Ga)Se_{2}-Solarzelle

Die Grafik zeigt einen schematischen Querschnitt einer Cu(In,Ga)Se2-Solarzelle mit den entsprechenden Schichtdicken. Auch wenn flexible Substrate Vorteile bieten, wird bisher noch meist Glas als Substrat verwendet. Das Substrat wird mit Molybdän (Mo) beschichtet, das als Rückkontakt dient.
Der namensgebende Halbleiter Cu(In,Ga)Se2 wird auch als Absorber bezeichnet, da hier ein Großteil des eingestrahlten Lichts aufgenommen wird. Er ist durch intrinsische Defekte des Materials leicht p-dotiert. Als n-dotierte Schicht wird Zinkoxid (ZnO) mit Aluminium (Al) stark dotiert (aluminiumdotiertes Zinkoxid, AZO, ZnO:Al) und bildet eine transparente leitfähige Oxidschicht (TCO). Bedingt durch die recht hohe Bandlücke des Zinkoxids (Eg,ZnO = 3,2 eV) ist diese Schicht für sichtbares Licht durchlässig. Daher wird sie auch als Fenster bezeichnet. Zwischen Fenster und Absorber befinden sich Pufferschichten aus Cadmiumsulfid (CdS) und undotiertem ZnO. Die Forschung beschäftigt sich wegen der Toxizität des Cadmiumsulfids und der Hoffnung auf Stromzugewinne auch mit alternativen Puffermaterialien (In2S3, Zn(O,S), (Zn,Mg)O u. a.). Der p-n-Übergang ist ein Heteroübergang, das heißt, die p- und n-dotierten Schichten bestehen aus unterschiedlichen Halbleitern. Die asymmetrische Dotierung der Schichten ergibt eine asymmetrische Raumladungszone, die sich tiefer in den Absorber erstreckt als in das ZnO.
Während die Mo- und ZnO-Schichten durch Sputterdeposition hergestellt werden und CdS zumeist in einem chemischen Bad abgeschieden (engl. chemical bath deposition, CBD) wird, gibt es verschiedene Varianten, den Absorber herzustellen. Am verbreitetsten sind die gleichzeitige thermische Verdampfung der Elemente bzw. das Abscheiden der Metalle (Cu, In, Ga) durch Elektroplattieren, Sputterdeposition oder andere Verfahren mit anschließender Erhitzung in einer Selen-Atmosphäre.

## Wirkungsgrade
Der Wirkungsgradrekord für ein CIGS-Solarmodul wurde im Herbst 2015 von der Firma TSMC Solar aufgestellt und beträgt 16,5 % gerechnet auf die Modulfläche (Stand: Feb. 2016).
Bei kleinen Laborzellen werden höhere Wirkungsgrade erreicht, die kontinuierlich und in immer kürzeren Abständen gesteigert wurden:
- Mit 20,1 % (bei 0,5 cm²) wurde im Zentrum für Sonnenenergie- und Wasserstoff-Forschung Baden-Württemberg (ZSW) im April 2010 der bis dahin weltweit höchste Wert für Dünnschicht-Solarzellen erreicht. Zuvor hatte 16 Jahre lang den höchsten Wirkungsgrad das US-Forschungsinstitut NREL erzielt.[2]
- Dieser Wert wurde an der Eidgenössische Materialprüfungs- und Forschungsanstalt im Januar 2013 von einer CIGS-Solarzelle auf Plastikfolie mit 20,4 %[3] übertroffen.
- Im Oktober 2013 steigerte ihn das ZSW auf 20,8 %, also höher als den Wirkungsgrad kristalliner Solarzellen.[4]
- Im Dezember 2015 veröffentlichte die Firma Solar Frontier einen Rekord von 22,3 %[5].
- Bereits im Juni 2016 konnte dann wiederum das ZSW melden, mit 22,6 % einen neuen Weltbestwert aufgestellt zu haben[6].
- Im Dezember 2017 veröffentlichte die Firma Solar Frontier eine neue Rekordeffizienz von 22,9 %[7].
- Am 17. Januar 2019 veröffentlichte die Firma Solar Frontier einen neuen Rekordwirkungsgrad von 23,35 %[8].
- Am 4. Dezember 2019 veröffentlichte die Firma NICE Solar Energy einen neuen Rekordwirkungsgrad von 17,6 % auf einem Module der Größe 120 cm × 60 cm (Total Area 0,72 m²). Der neue Effizienzrekord wurde vom TÜV Rheinland bestätigt.[9]
- Im Frühjahr 2020 wurde im Forschungsprojekt speedCIGS ein neuer Rekordwirkungsgrad von 24,3 % erreicht.[10]
- Im Dezember 2022 meldete die Eidgenössische Materialprüfungs- und Forschungsanstalt, dass dank eines Tieftemperatur-Produktionsprozesses ein Wirkungsgrad von 19,8 % für die Vorderseite und 10,9 % für die Rückseite erreicht wurde, was einem Total von 30,7 % entspricht.[11][12] Die Ergebnisse wurden vom Fraunhofer-Institut für Solare Energiesysteme bestätigt.[11]

## Vorteile und Nachteile
Durch die geringe Schichtdicke wird weniger Halbleitermaterial verbraucht und bei entsprechender Stückzahl wird eine kostengünstigere Herstellung als bei der Dickschicht-Technik erwartet. Die Energieamortisationszeit ist für Dünnschichtsolarzellen ebenfalls geringer als für Dickschicht-Solarzellen. Einschränkungen bei der Massenproduktion von CIGS-Modulen könnte es geben, da der Rohstoff Indium relativ knapp ist und auch in anderen technologischen Produkten auf Halbleiterbasis (z. B. Flachbildschirme) Verwendung findet.  Indium ist heute ein Beiprodukt bei der Zinkgewinnung, könnte aber in Zukunft auch direkt abgebaut werden. Wegen der Dünnschichttechnologie werden jedoch nur sehr geringe Mengen an Indium für die Solarzellen-Herstellung benötigt. Im Vergleich zu kristallinen Solarzellen ist die Entsorgung von CIGS-Solarzellen, die Cadmium enthalten, am Ende ihrer Lebenszeit deutlich aufwändiger, da das Materialgemisch giftig ist. Daneben werden bei Bränden größere Mengen an giftigen Verbindungen freigesetzt, falls die Solarzelle Cadmium enthält. Während in Laboratorien noch immer CIGS-Solarzellen mit einer CdS-Pufferschicht der Standard sind, werden industrielle CIGS-Solarzellen häufig ohne CdS-Pufferschicht und alternativem Frontseitenkontakt hergestellt.
CIGS-Solarzellen werden in der Regel in einem Hochtemperatur-Abscheideverfahren hergestellt, sprich bei Temperaturen über 550 °C. Bei diesen Temperaturen kommt es jedoch zu einer chemischen Reaktion zwischen dem Gallium in der CIGS-Schicht und dem Sauerstoff des transparenten Rückkontakts – ein Oxid. Die daraus resultierende Galliumoxid-Grenzschicht blockiert den Fluss des Solarstroms und verringert somit die Energieumwandlungseffizienz der Zelle. Durch das Hinzufügen von einer geringen Menge Silber kann der Schmelzpunkt der CIGS-Legierung auf 353 °C gesenkt werden. Dank dieses neuen Niedertemperatur-Abscheidungsprozesses kann die Entstehung von unerwünschtem Galliumoxid verringert, oder sogar komplett verhindert werden.

## Hersteller
Wie in der übrigen Photovoltaik, unterliegen auch die Hersteller von CIGS-Modulen einer starken Fluktuation. In den letzten Jahren haben viele Hersteller aufgegeben (z. B. CIS Solartechnik, Heliovolt, Nanosolar, Soltecture, Solyndra, TSMC Solar). Auf der anderen Seite sind neue Unternehmen erschienen. Große Hersteller sind unter anderem (Stand Feb. 2016):
- Avancis GmbH (DEU) (Tochter des chinesischen Baukonzerns CNBM)
- Global Solar (USA) (Teil des chinesischen Energieversorgers Hanergy)
- NICE Solar Energy GmbH (internationales Forschungs-Joint Venture) (früher Manz CIGS Technology GmbH, davor Würth Solar)
- MiaSolé (USA) (Teil des chinesischen Energieversorgers Hanergy)
- Solar Frontier K. K. (JPN) (größter CIGS-Hersteller mit mehr als 1000 MWp Jahreskapazität[17], verwendet keine Schwermetalle wie Cadmium Cd oder Blei Pb[18])
- Solibro (SWE) (Teil des chinesischen Energieversorgers Hanergy)
- Solopower (USA)
- Stion (USA)
- Flisom (Schweiz)

## Flexible CIGS-Solarzellen
Neben der Abscheidung auf Glas-Substraten wird an der Markteinführung von flexiblen CIGS-Solarzellen und -Modulen gearbeitet. Als Substrate werden neben Metallfolien auch Hochtemperatur-Polymere wie zum Beispiel Polyimid eingesetzt. Auf Polyimidfolie wurden im Labor der EMPA in der Schweiz bereits 2011 Wirkungsgrade von 18,7 % und 2013 von 20,4 % erreicht. Zur Überführung dieser Technologie in die Massenproduktion haben verschiedene Firmen Pilotproduktionsanlagen aufgebaut und erreichten 2009 Wirkungsgrade von bis zu 13,4 %.